# Blindgångare

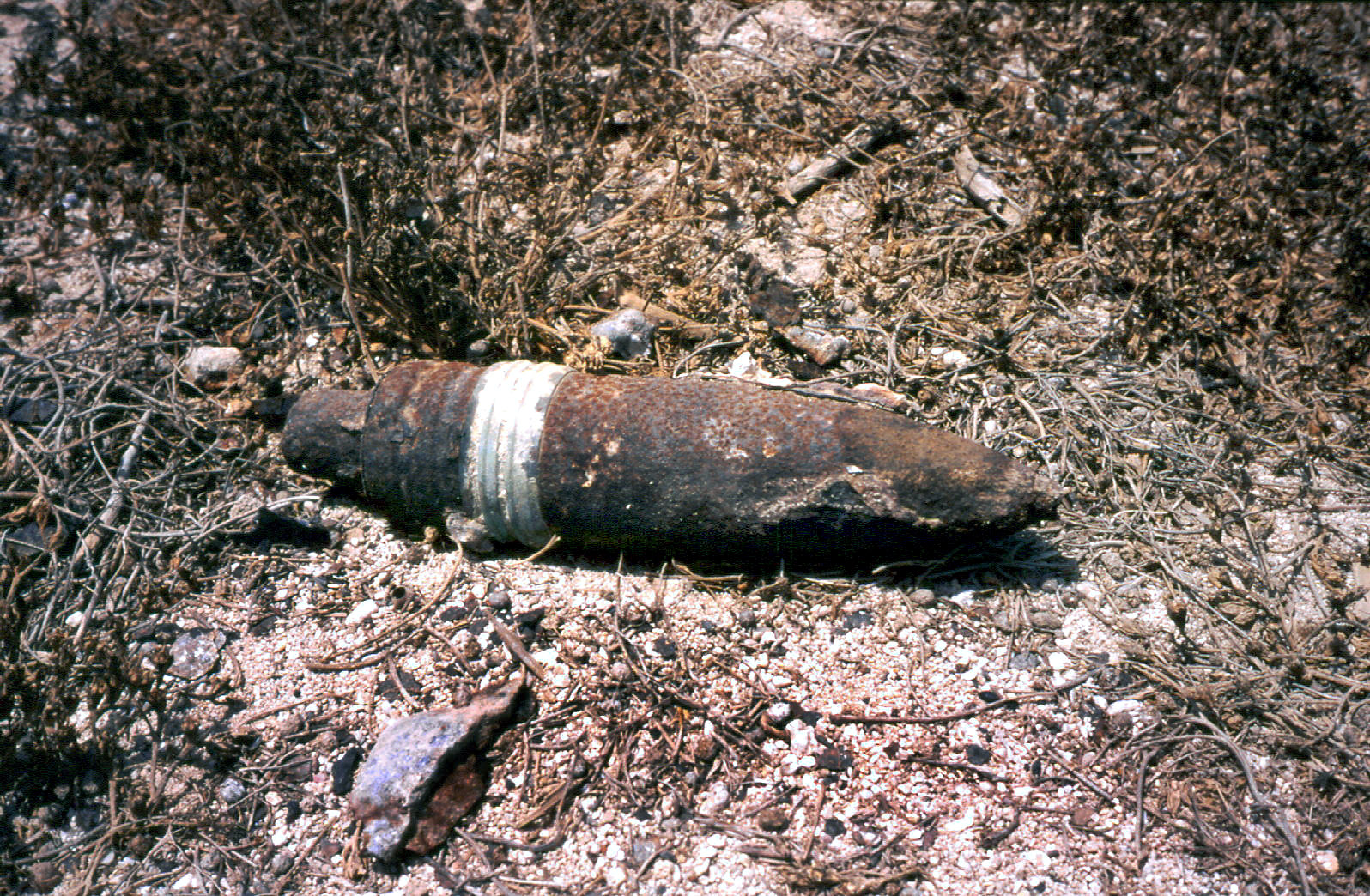
En irakisk blindgångare i Kuwait, efter Kuwaitkriget 1991.

Blindgångare (från tyskans Blindgänger) kallas ammunition och bomber som inte exploderade som tänkt efter avfyrning, och som därmed fortfarande riskerar att explodera.
UXO är en förkortning av engelskans UneXploded Ordnance. Typiska exempel på UXO är minor samt blindgångare från artilleriet. I Sverige används förkortningen OXA (OeXploderad Ammunition).
I militärstrategi är aktiviteten EOD (Explosive Ordnance Disposal) eller ammunitionsröjning betydelsefull vid framryckning och återtagande av landområden.